# Grev Axel
Grev Axel er en dansk komediefilm fra 2001. Manuskript er af Anders Thomas Jensen og instruktion af Søren Fauli.

## Medvirkende
Blandt de medvirkende – udover en masse bønder og bondepiger – kan nævnes:
- Peter Frödin som "Grev" Axel
- Sofie Gråbøl som Komtesse Leonore Amalie
- Tomas Villum Jensen som Peter
- Thomas Bo Larsen som Niels
- Ghita Nørby som Baronesse Gjerløv
- Claus Ryskjær som Baron Gjerløv
- Nicolaj Kopernikus som William
- Lasse Lunderskov som Poul
- Ole Thestrup som Ridefogeden
- Ole Ernst som Kroejeren
- Jens Arentzen som Grev Richard
- Henning Jensen som Provsten
- Jesper Christensen som Oberst Leipstrup
- Troels II Munk som Tyk mand
- Martin Brygmann som Opråber #2.
- Henning Moritzen som Prolog

## Produktion
Selsø blev under optagelserne benyttet som det fiktive gods Læsnæsholm.
Bregentved blev også brugt til scener i filmen, heriblandt en scene med bueskydning.